# Lisa Johansson-Pape

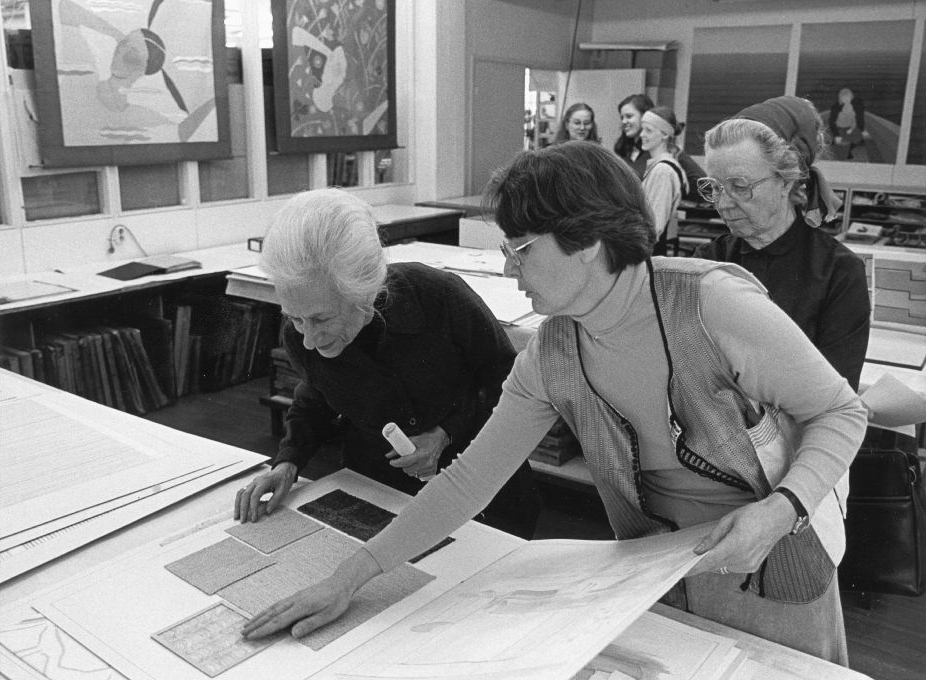
Von links: die Textilkünstlerin Dora Jung (1906–1980), die Dozentin Kirsti Rantanen und Lisa Johansson-Pape; 1980

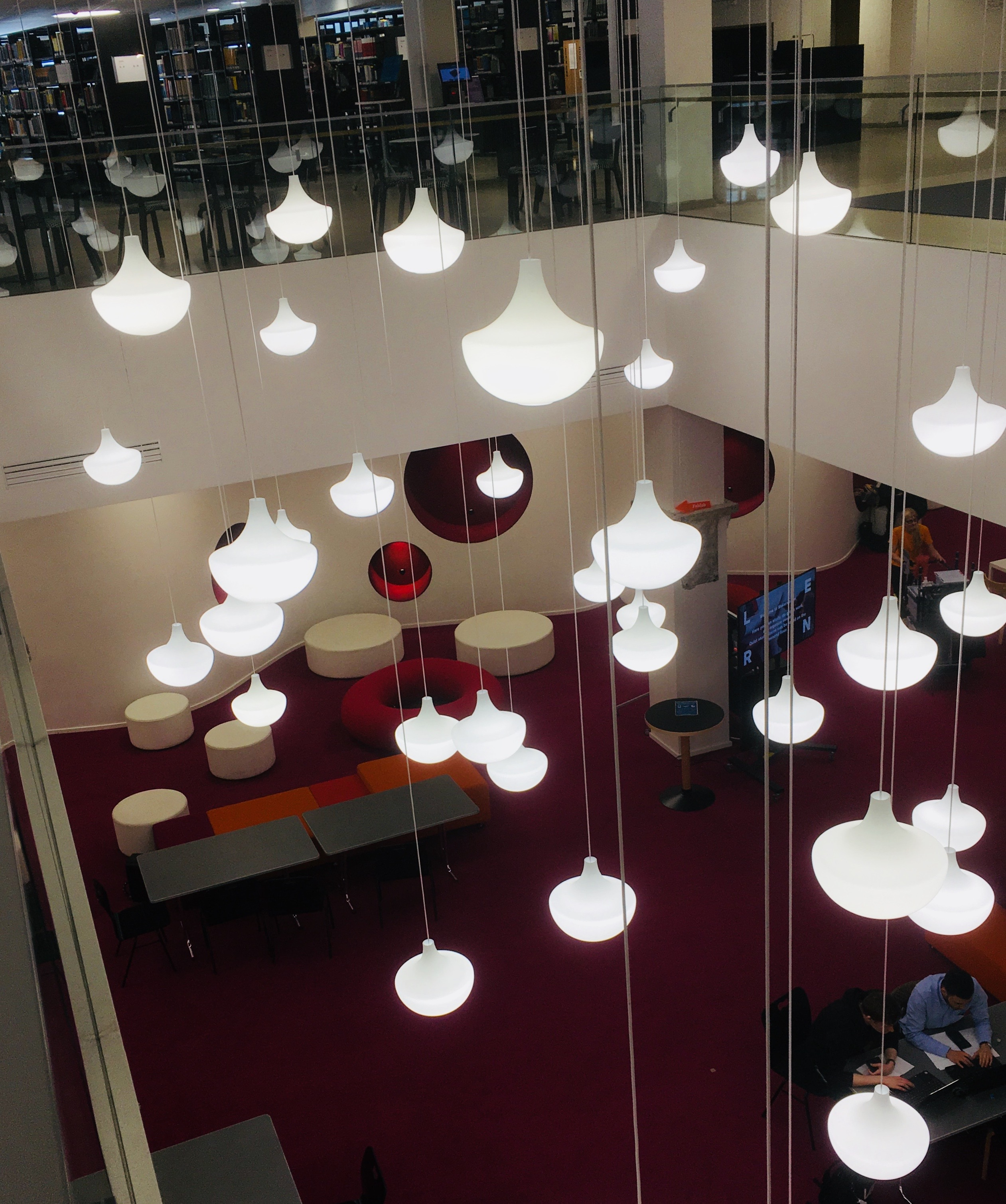
Von Lisa Johansson-Pape entworfene Lampen im Harald-Herlin-Lernzentrum der Aalto-Universität

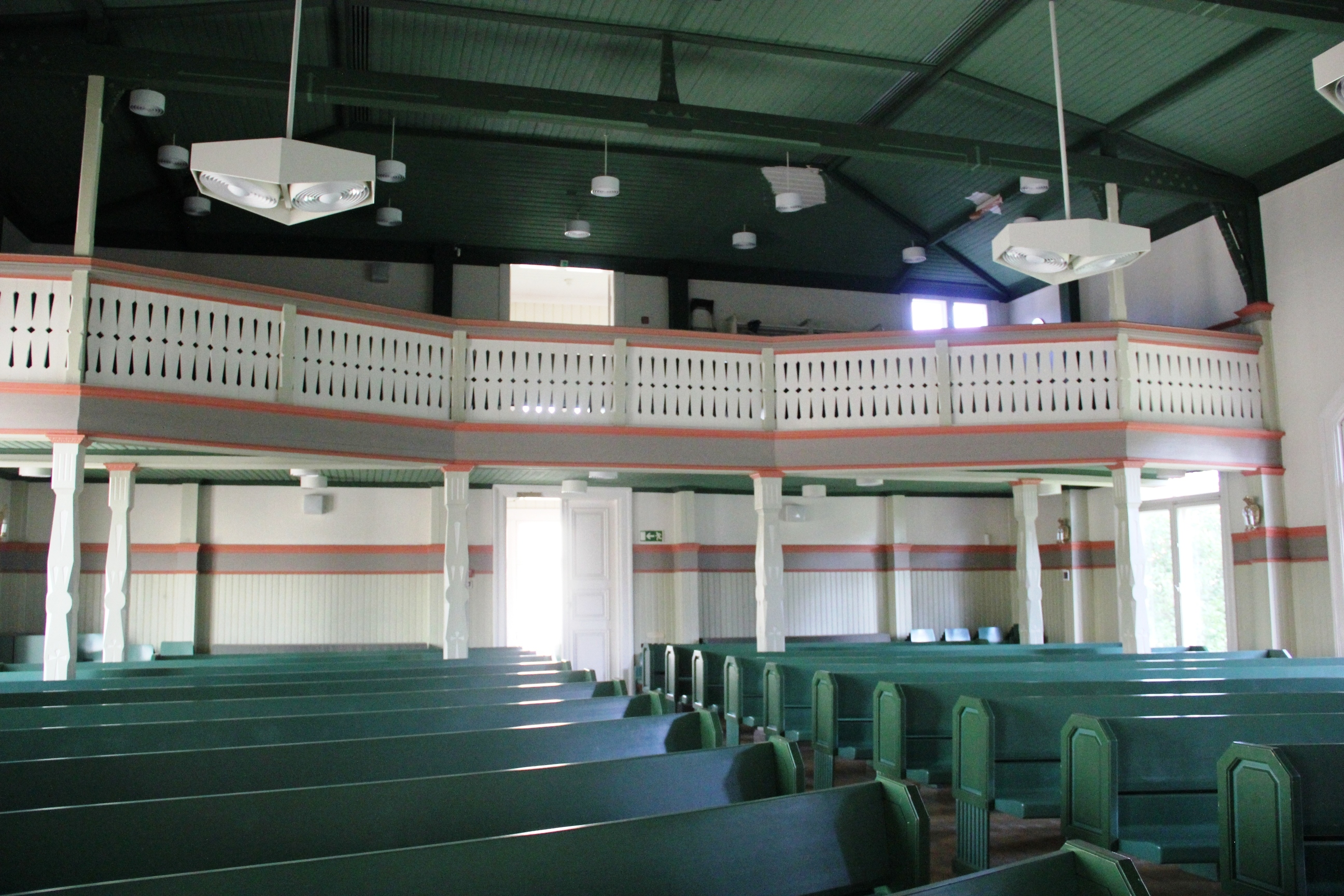
Lampen von Lisa Johansson-Pape in der Salo-Kirche in Salo, Finnland

Carin Elisabeth Johansson-Pape (* 21. Januar 1907 in Helsinki, Finnland; † 5. Oktober 1989 ebenda) war eine finnische Designerin. Sie war eine bedeutende finnische Lichtdesignerin in der zweiten Hälfte des 20. Jahrhunderts.

## Leben und Werk
Johansson-Pape studierte von 1917 bis 1927 am Industrial Art Institute der Helsinki University of Art & Design (heute Aalto University School of Arts, Design und Architektur) und machte 1928 ihren Abschluss. Sie arbeitete dann bis 1930 als Möbeldesignerin in Kylmäkoski. 1933 entwarf sie Teppiche für die Suomen Käsityön Ystävät (Freunde finnischer Handarbeit). Daneben war sie als freiberufliche Möbeldesignerin tätig. Eine der anspruchsvollsten Innenausstattungen entstand in der Villa Baumgartner in Kaivopuisto in Helsinki, wo sie unter anderem für die Ausstattung des Bergratszimmers verantwortlich war. 

## Leuchtendesignerin
1937 wurde sie Designerin bei dem finnischen Warenhaus Stockmann und arbeitete ab 1942 bis 1967 als Lichtdesignerin mit dem Stockmann-eigenen Leuchtenhersteller Orno zusammen. In den 1950er und 1960er Jahren entwarf sie eine Vielzahl von Leuchten und Lampen. Zusammen mit dem Designer Yki Nummi verhalf sie Orno zu internationaler Anerkennung. Die Materialien der Leuchten waren emailliertes Metall, Acryl und Glas. Anfang der 1950er Jahre waren sie und Nummi in Finnland die ersten Verwender des neuen Leuchtmaterials Acryl.
Sie entwarf 1952 für den Ballsaal der Schwedischen Handelshochschule Kristallleuchter und 1953 für den Bahnhof Luzern 24 Lichtelemente von der Leuchtstoffröhre bis zur Riesenkrone. In den 1960er Jahren kombinierte sie kristallgeschliffenes, effektiv lichtvervielfachendes Glas in vielen Leuchten mit einer Metallkuppel.
Johansson-Pape hat Installationen für 150 Kirchen geschaffen, darunter für die Kirche von Eckerö, das Kinderkrankenhaus Barnets borg und für die Schiffe Ilmatar, Aallotar, Finnpartner, Finnhansa und den Eisbrecher Karhu.

## Ausstellungen
Sie arbeitete auch als Ausstellungsarchitektin und organisierte Teppich- und Beleuchtungsausstellungen. Ihre Arbeiten waren unter anderem 1939 auf der New Yorker Weltausstellung und 1951 und 1954 auf der Triennale di Milano zu sehen, wo diese ausgezeichnet wurden. Sie organisierte eine Ausstellung von Rya Textilien, die 1956 in Helsinki eröffnet wurde und anschließend durch die nordischen Länder und den Rest Europas reiste. 1960 eröffnete in Helsinki ihre Einzelausstellung Light—Glass—Metal, gefolgt 1966 von einer gemeinsamen Ausstellung mit der befreundeten Textilkünstlerin Dora Jung in Stockholm. Ihre Gedenkausstellung für Dora Jung bereiste viele Städte, nachdem diese 1983 in Helsinki eröffnet worden war.
Johansson-Pape war Mitbegründerin der Illuminating Engineering Society of Finland und war ein aktives Mitglied mehrerer nationaler Designorganisationen, darunter die Suomen Käsityön Ystävät, denen sie 1933 beitrat und die sie von 1951 bis 1985 als künstlerische Leiterin führte. Sie lehrte an der School of Art and Design, veröffentlichte zu dem Thema Beleuchtungsdesign und bewarb skandinavische moderne Prinzipien. Ab 1948 arbeitete sie mit Iittala zusammen, wo ihre mundgeblasenen Glasbecher hergestellt wurden.
Nach ihrer Pensionierung im Jahr 1967 gründete Johansson-Pape ihr eigenes Designbüro in Helsinki und war Gastdozentin am Japanischen Institut für Industriedesign in Tokyo.

## Auszeichnungen und Ehrungen
- 1951: Silbermedaille auf der Mailänder Triennale
- 1954: Goldmedaille auf der Mailänder Triennale
- 1957: Orden des Löwen von Finnland